# Octano
El octano (o n-octano) es un hidrocarburo alcano lineal de 8 átomos de carbono, de fórmula C8H18, y tiene varios isómeros que en ocasiones son llamados de la misma forma. Es una molécula orgánica. 
El isómero de más importancia es el 2,2,4-Trimetilpentano (isooctano) porque fue seleccionado como punto de referencia 100 para la escala del octanaje, en la que el heptano tiene el punto de referencia 0. Puede verse una lista completa de los isómeros del octano en la página de desambiguación.